# Ванденко Леонід Дмитрович
Леоні́д Дми́трович Ванде́нко (нар. 2 липня 1950, Тракт) — український художник-живописець. Член Національної спілки художників України (з 2003).

## Біографія
Народився у селі Тракт, нині у складі Заваллівської селищної громади Голованівського району Кіровоградської області.
З 1975 по 1991 роки працював у тресті «Укрбудвод» в Одесі: прорабом, начальником дільниці, заступником начальника управління.
У 1976—1978 роках займався у студії образотворчого мистецтва в Одесі.
Протягом 1978—1999 років — навчання і творчість у майстерні Заслуженого художника України В. Г. Власова.
У 1980 році закінчив Московський народний університет мистецтв, а у 1991 році — Одеський державний університет імені І. І. Мечникова.
З 2003 року — член Національної спілки художників України.
З 2010 року — заступник директора Одеського художнього училища ім. М.Б Грекова, викладач спеціальних дисциплін.
У 1986—2016 роках неодноразово брав участь в обласних, республіканських та міжнародних виставках. Художні твори митця зберігаються в Одеському художньому музеї, Кіровоградському художньому музеї і краєзнавчому музеї смт Чупа (Карелія, РФ).

## Нагороди та відзнаки
- Почесна грамота Одеської обласної державної адміністрації
- Грамота Одеської міської ради

## Персональні виставки
- 2000 — Вчителю та Другу В. Г. Власову, Галерея О. О. О. Н. С. Х.У, Одеса, Україна.
- 2010 — Карелія Сниться, Одеський музей західного та східного мистецтва, Одеса, Україна.
- 2010 — Ювілейна Виставка, Галерея О. О. О. Н. С. Х.У, Одеса, Україна.

## Колективні виставки
- 1995 — Мальовнича Україна, Ужгород, Україна
- 1996 — Мальовнича Україна, Рівне, Україна.
- 2000 — 55 років перемоги, Київ, Україна.
- 1999 — Барви Одеси, Київ, Україна
- 2000 — Виставка присвячена 2000-річчю Різдва Христового, Київ, Україна
- 2001 — Мальовнича Україна, Івано-Франківськ, Україна
- 2003 — Мальовнича Україна, Львів, Україна
- 2006 — Мальовнича Україна, Одеса, Україна
- 2000 — Виставка присвячена до дня художника, Одеса, Україна
- 2000 — Виставка присвячена до дня визволення Одеси, Одеса, Україна
- 2001 — Назустріч XXI сторіччю, Одеса, Україна
- 2001 — Художники Одеси 10-річчю Незалежності України, Одеса, Україна